# Радужный (Калмыкия)
Радужный — посёлок в Черноземельском районе Калмыкии. Входит в Адыковское сельское муниципальное образование.

## География
Посёлок расположен примерно в 9 км к югу от административного центра сельского поселения посёлка Адык, на высоте около 5 метров ниже уровня мирового океана. Рельеф местности равнинный, осложнён формами мезо- и микрорельефа: в окрестностях распространены бугры и западины.
Почвы бурые солонцеватые и солончаковые. Почвообразующие породы — пески.

## История
Основан предположительно во второй половине XX века.

## Население
| 2002 | 2010 | 2013 |
| ---- | ---- | ---- |
| 103  | ↘81  | ↘69  |

В конце 1980-х в посёлке проживало около 180 жителей.
Национальный состав
Согласно результатам переписи 2002 года большинство населения посёлка составляли даргинцы (54 %) и калмыки (30 %)